# No te preocupes por mí
«No te preocupes por mí» es una canción interpretada por el artista puertorriqueño-estadounidense Chayanne, tomado de su undécimo álbum de estudio Cautivo (2005). La canción está escrita por el actor y cantautor puertorriqueño-estadounidense Carlos Ponce junto a Freddy Piñero, Jr. y Tom McWilliams y producida por el segundo y Ponce, se lanzó como el sencillo principal del álbum el 1 de agosto de 2005 bajo el sello discográfico Sony BMG Norte.

## Lista de canciones

### Descarga digital[4]
| No te preocupes por mí — Single |                          |          |  |
| N.º                             | Título                   | Duración |  |
| 1.                              | «No te preocupes por mí» | 3:30     |  |

## Posicionamiento en listas
| Listas (2005)                    | Máxima posición |
| -------------------------------- | --------------- |
| Top 100 mexicano                 | 79              |
| Latinoamérica Top 100            | 44              |
| U.S. Billboard Hot Latin Tracks  | 6               |
| U.S. Billboard Latin Airplay     | 6               |
| U.S. Billboard Latin Pop Airplay | 1               |

### Sucesión en las listas
| Predecesor: Sólo quédate en silencio de RBD | U.S. Billboard Latin Pop Airplay — Sencillo N°. 1 12 de noviembre de 2005 - 23 de diciembre de 2005 | Sucesor: Amor eterno de Christian Castro |